# Sint-Eligiuskerk (Ettelgem)

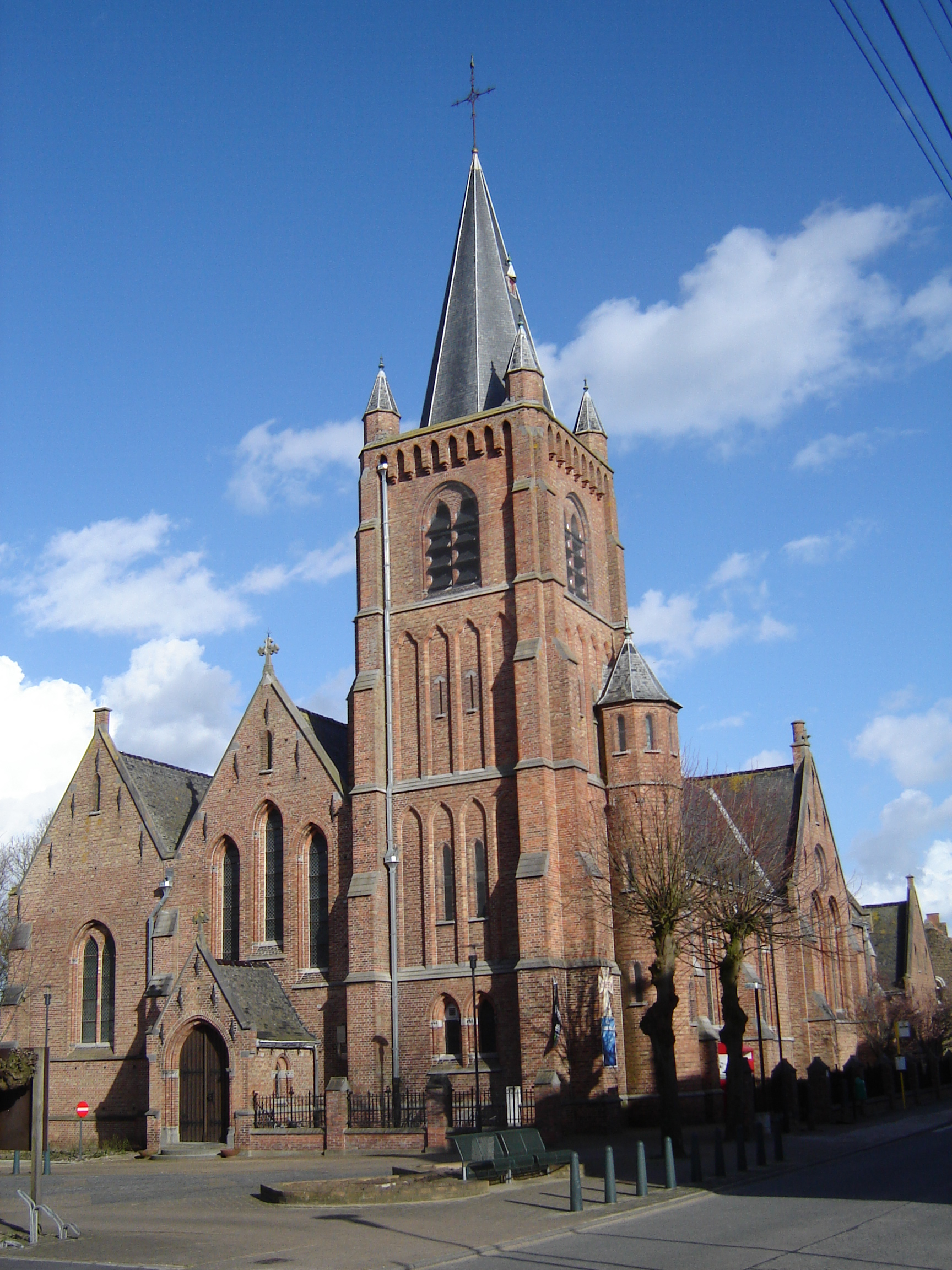
Sint-Eligiuskerk

De Sint-Eligiuskerk is de parochiekerk van de tot de West-Vlaamse gemeente Oudenburg behorende plaats Ettelgem, gelegen aan de Dorpsstraat 63.

## Geschiedenis
In 1028 kwam het patronaatsrecht van de toen al bestaande parochie van Ettelgem aan de Abdij van Sint-Bertinus te Sint-Omaars. Vermoedelijk stond er toen een houten kerkgebouw in Ettelgem, of een natuurstenen kapelletje. In de 12e eeuw werd dit alles vervangen door een Romaans kerkgebouw. Omstreeks 1300 vonden verbouwingen plaats, waarbij de rechte koorafsluiting door een driezijdige koorafsluiting werd vervangen. De godsdiensttwisten in de 2e helft van de 16e eeuw, en de krijgsverrichtingen in de 17e eeuw, hebben schade aan deze kerk toegebracht, en er vonden daarna diverse herstellingen en wijzigingen plaats.
Einde 19e eeuw ontstonden er plannen om de oude kerk grondig te herbouwen, dan wel een geheel nieuwe kerk te bouwen die meer gelovigen kon bevatten. Deze kerk werd op een andere plaats gebouwd, omdat de oude kerk buiten de grootste bevolkingsconcentratie was gelegen. De nieuwe kerk werd van 1909-1910 gebouwd. Ze kreeg het meubilair van de oude kerk, welke vanaf 1911  als begraafplaatskapel gebruikt werd. De oude Romaanse Sint-Eligiuskerk raakte in onbruik en verval, doch was reeds als monument geklasseerd. Ze werd tijdens de Eerste Wereldoorlog nog door de Duitse bezetter als paardenstal gebruikt. In 1930-1931 werd het koor en de toren gerestaureerd, maar de benedenkerk zou worden gesloopt. Eind 1931 moest de sloop worden stopgezet en in 1938 werd de oude kerk beschermd als monument.
De nieuwe kerk is een ontwerp van Alfons De Pauw. Het is een driebeukig neogotisch bakstenen bouwwerk met rechts voorgebouwde zware vierkante toren en een pseudotransept. Het bezit een Hooghuys-orgel uit de 2e helft van de 19e eeuw. Verdere bezittingen zijn afkomstig van de oude kerk en dateren van de 17e en 18e eeuw, zoals een preekstoel, twee biechtstoelen en twee schilderijen: Graflegging en Maria Tenhemelopneming. In de nieuwe kerk hangt ook een 18e-eeuws kruisbeeld dat zich vroeger aan de buitenkant van de oude kerk bevond.

## Galerij

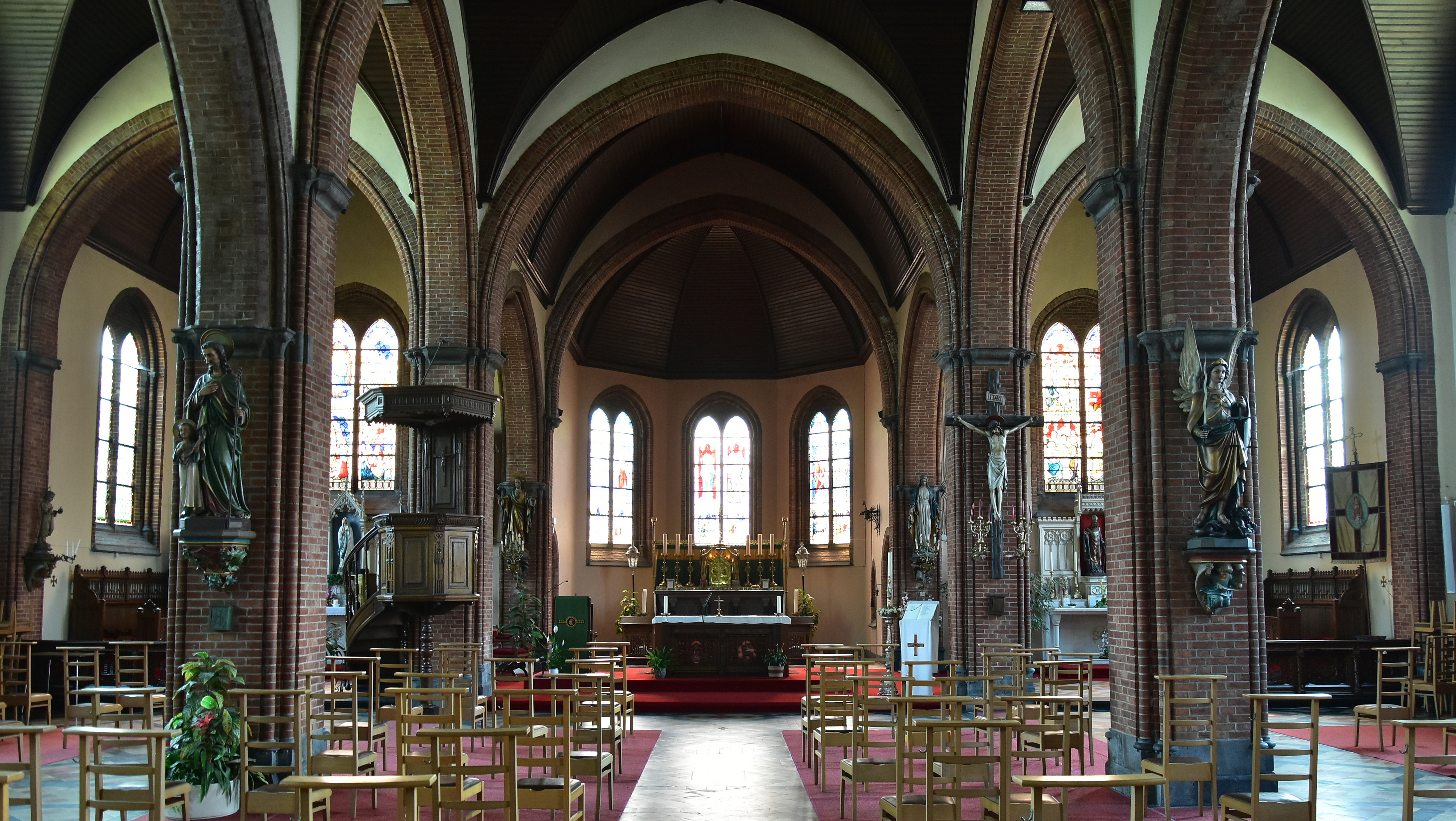
Algemeen aanzichtKerkschip
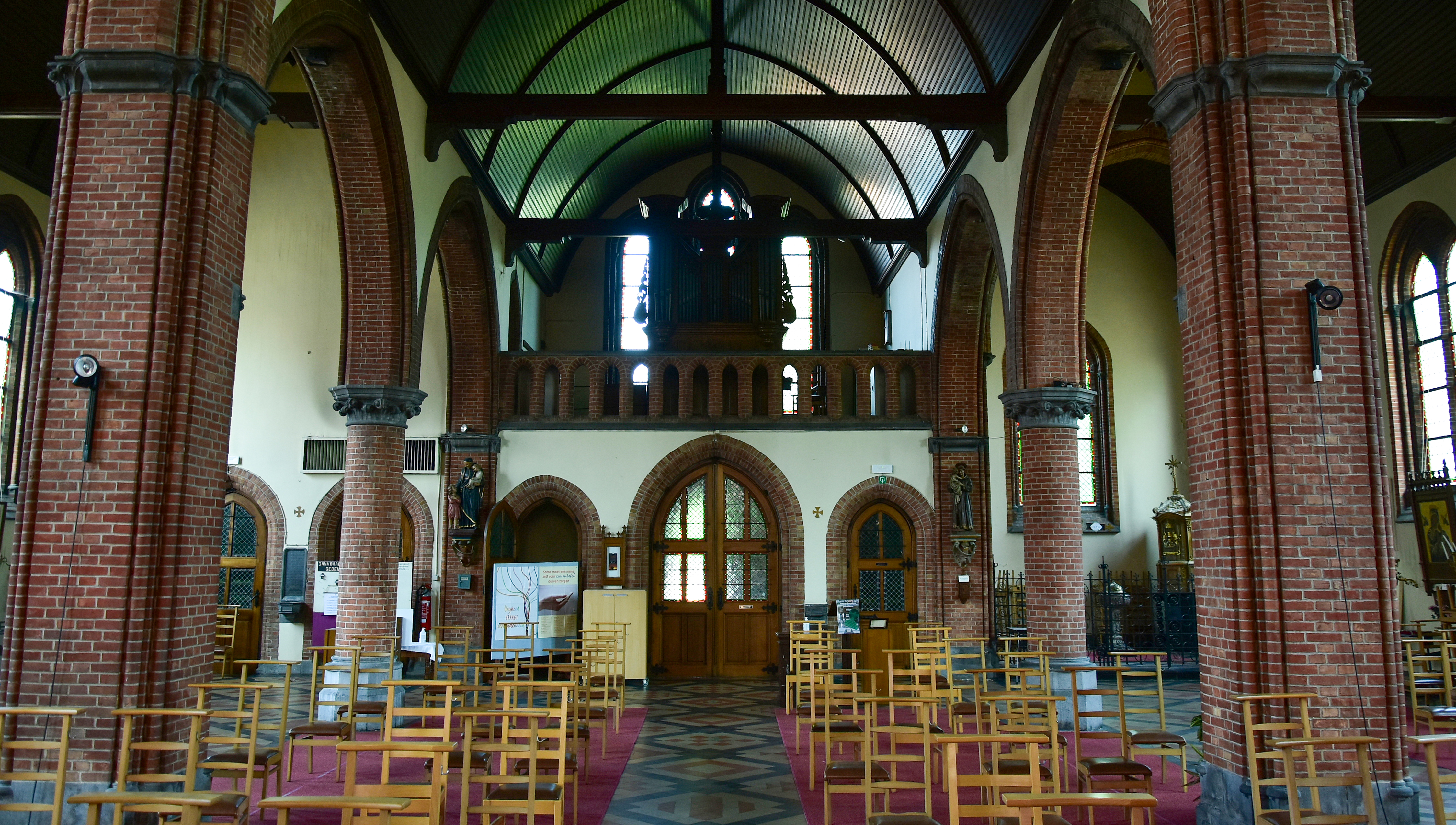
Achterzijde met kerkorgel